# Ordre professionnel
 (octobre 2011).
Un ordre professionnel est un organisme regroupant, sur un territoire donné, l'ensemble des membres d'une même profession, profession qui généralement peut être exercée de manière libérale, et qui assure une forme de régulation de la profession en question.
Contrairement à un syndicat ou une association professionnelle, l'appartenance à l'ordre professionnel n'est pas une faculté mais une obligation pour le professionnel, l'inscription au sein de l'ordre étant une condition nécessaire à l'exercice de la profession.
Un ordre professionnel est une personne morale de droit privé chargée d'une mission de service public, constituée par une loi qui définit sa fonction publique et par un décret d'application pris en Conseil d'État qui lui donne son statut.

## Histoire
Les plus anciens ordres professionnels sont les barreaux, qui ont été créés au XVIIe siècle. Les ordres médicaux sont plus récents, mais la création de l'Ordre des médecins en France en 1940 est l'aboutissement de cinquante ans de revendication. Celui de Belgique a été créé en 1938 alors que son homologue québécois, le Collège des médecins du Québec (CMQ), remonte à 1847.

## Missions
Un ordre professionnel peut exercer les missions suivantes : 
- régulation de l'accès à la profession (vérification de la qualification professionnelle, éventuellement validation de diplômes) et son suivi (tenue de registres d'immatriculation des membres) ;
- contribution à la formation permanente ou plus simplement le suivi de l'obligation de formation continue ;
- représentation de la profession à l'égard des pouvoirs publics ;
- promotion de la profession à travers les médias et les écoles et universités ;
- organisation de la concurrence entre ses membres sur une base équitable, non vénale et respectueuse des règles de l'art, tout en limitant les concentrations et les positions dominantes ;
- fonction juridictionnelle, avec un Conseil disciplinaire où siège un conseiller d'État et dont les décisions sont sous appel des juridictions administratives, ces décisions peuvent être des recommandations, un avertissement, un blâme, une suspension, une radiation, la liquidation et la mise sous administration ordinale, en cas de violation du code de déontologie de la profession ;
- fonction arbitrale pour régler les conflits d'interprétation portant sur les conventions entre un professionnel et son client sur la base des documents qu'il préconise, ou entre deux membres ;
- plus généralement, contrôle du respect des patients et clients dans le sens de la défense de l’intérêt général.

Un ordre n’est pas un syndicat. Ils ne sont pas en opposition mais se complètent. Alors que le syndicat défend les seuls intérêts des professionnels, le conseil de l'ordre défend les intérêts de la profession. Ce dernier peut par exemple, en formation disciplinaire, sanctionner un professionnel qui aurait adopté un comportement contraire aux intérêts de la profession, ce qui n'est absolument pas le cas des syndicats. Aussi et surtout, le conseil de l'ordre dispose de prérogatives de puissance publique qui lui permettent notamment de prendre des décisions administratives, contrairement aux syndicats dont les attributions relèvent strictement du droit privé.
Dans la province canadienne du Québec, un organisme supérieur veille au bon fonctionnement de chacun des ordres: l'Office des professions du Québec.

## Ordres professionnels en France
En France, plusieurs professions sont réglementées par une structure ordinale.
- le Conseil national des barreaux et l'ordre lié à chaque barreau pour les avocats ;
- le Conseil supérieur du notariat ;
- l'Ordre des avocats au Conseil d'État et à la Cour de cassation ;
- la Chambre nationale des commissaires de justice, pour les commissaires de justice (profession regroupant, depuis juillet 2022, les anciens huissiers de justice et les anciens commissaires-priseurs judiciaires).

- l'Ordre des architectes ;
- l'Ordre des géomètres-experts ;
- l'Ordre national des vétérinaires ;
- l'Ordre des experts-comptables ;
- le Conseil national des experts fonciers, agricoles et forestiers (CNEFAF).

- l'Ordre des masseurs-kinésithérapeutes ;
- l'Ordre des sages-femmes ;
- l'Ordre national des médecins ;
- l'Ordre national des pharmaciens ;
- l'Ordre national des infirmiers ;
- l'Ordre national des chirurgiens dentistes ;
- l'Ordre national des pédicures-podologues.

## Ordres professionnels au Québec
Au Québec, au Canada, le Code des professions (RLRQ c. C-26) encadre 46 ordres professionnels et 55 professions, qui sont régis par l'Office des professions du Québec (OPQ). Leur mission fondamentale est la protection du public, par leur encadrement de l'exercice d'une ou plusieurs professions. Adopté initialement en 1973, ce Code a été modifié à maintes reprises pour s'ajuster à l'évolution de l'offre de services professionnels. Au 31 mars 2016, l'OPQ regroupe 385 205 professionnels québécois dont 39 % d'hommes et 61 % de femmes.

### Liste des ordres professionnels du Québec[7]
- Ordre des infirmières et infirmiers (OIIQ)
- Ordre des ingénieurs du Québec (OIQ)
- Ordre des comptables professionnels agréés du Québec (OCPAQ)
- Ordre des acupuncteurs du Québec
- Ordre des administrateurs agréés du Québec
- Ordre des agronomes du Québec
- Ordre des architectes du Québec
- Ordre des arpenteurs-géomètres du Québec
- Ordre des audioprothésistes du Québec
- Barreau du Québec
- Ordre des chimistes du Québec
- Ordre des chiropraticiens du Québec
- Ordre des conseillers et conseillères d'orientation du Québec
- Ordre des conseillers en ressources humaines et en relations industrielles agréés du Québec
- Ordre professionnel des criminologues du Québec
- Ordre des dentistes du Québec
- Ordre des denturologistes du Québec
- Ordre professionnel des diététistes-nutritionnistes du Québec
- Ordre des ergothérapeutes du Québec
- Ordre des évaluateurs agréés du Québec
- Ordre des géologues du Québec
- Chambre des huissiers de justice du Québec
- Ordre des hygiénistes dentaires du Québec
- Ordre des infirmières et infirmiers auxiliaires du Québec
- Ordre des ingénieurs forestiers du Québec
- Ordre professionnel des inhalothérapeutes du Québec
- Collège des médecins du Québec
- Ordre des médecins vétérinaires du Québec
- Ordre des biologistes médicaux du Québec
- Chambre des notaires du Québec
- Ordre des opticiens d'ordonnances du Québec
- Ordre des optométristes du Québec
- Ordre des orthophonistes et audiologistes du Québec
- Ordre des pharmaciens du Québec
- Ordre professionnel de la physiothérapie du Québec
- Ordre des podiatres du Québec
- Ordre des psychoéducateurs et psychoéducatrices du Québec
- Ordre des psychologues du Québec
- Ordre des sages-femmes du Québec
- Ordre professionnel des sexologues du Québec
- Ordre des technologues en prothèses dentaires et appareils dentaires du Québec
- Ordre professionnel des technologistes médicaux du Québec
- Ordre des technologues professionnels du Québec
- Ordre des technologues en imagerie médicale, en radio-oncologie et en électrophysiologie médicale du Québec
- Ordre des traducteurs, terminologues et interprètes agréés du Québec
- Ordre des travailleurs sociaux et des thérapeutes conjugaux et familiaux du Québec
- Ordre des urbanistes du Québec (d)